# Wanggoolba Creek

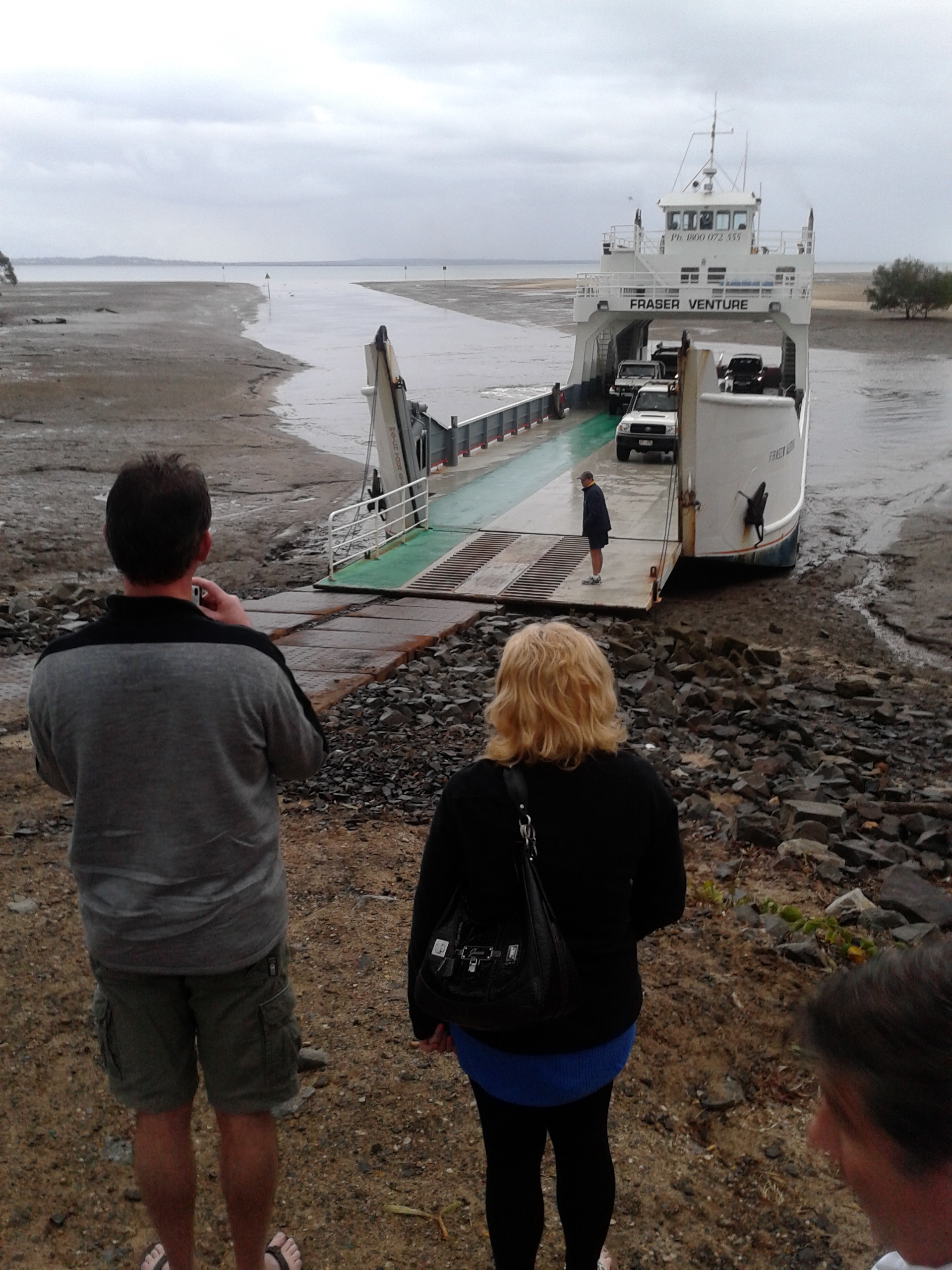
Isla Fraser Ferry

Wanggoolba Creek es un arroyo de agua fresca situado en la Isla Fraser.
Su nacimiento se sitúa en Pile Valley, desembocando en la costa oeste de la isla.
Es una popular atracción turística, debido a sus cristalinas aguas sobre arenas blancas y en mitad de un bosque lluvioso. A menudo es denominado como Invisible Creek (Arroyo Invisible) precisamente por la transparencia de sus aguas.
El servicio de ferry desde River Heads llega diariamente tres veces a la desembocadura de Wanggoolba.